# Frits Warmolt Went
Frits Warmolt Went, född 18 maj 1903 i Utrecht, Nederländerna, död 1 maj 1990 i Little Valley, Nevada, var en holländsk-amerikansk biolog och växtfysiolog.

## Biografi
Went var son till den framstående holländsk botanisten F.A.F.C. Went. Efter doktorsexamen från universitetet i Utrecht i Holland 1927 med en avhandling om effekterna av växthormonet auxin började han arbeta som växtpatolog vid forskningslaboratoriet i Royal Botanical Garden i Buitenzorg, Nederländska Ostindien (nu Bogor, Indonesien) där han stannade från 1927 till 1933. Han fick sedan en befattning vid Caltech i Pasadena, Kalifornien, för att forska om växthormoner. Hans intresse försköts gradvis till klimat- och miljöpåverkan på växters tillväxt. Vid Caltech var han bland de första att påvisa betydelsen av hormoner för växternas tillväxt och utveckling. Han spelade en viktig roll i utvecklingen av syntetiska växthormoner, som sedan blev grunden för en stor del av industrin för jordbrukskemikalier.
Went är känd för Cholodny-Went-modellen, uppkallad efter Went och den sovjetiske forskaren Nikolaj Cholodny. De föreslog den 1937 efter att oberoende av varandra ha kommit till samma slutsatser. Det är en tidig modell som beskriver de fototropiska och gravitropiska egenskaperna hos nya skott av monokotyledoner. Modellen anger att auxin, ett tillväxthormon syntetiseras i coleoptilspetsen, som känner av ljus eller tyngdkraft och sänder auxin till rätt sida av skottet. Detta orsakar asymmetrisk tillväxt på ena sidan av plantan. Som ett resultat kommer plantan att börjar böjas mot ljuset eller mot markytan.
År 1958 utsågs Went till chef för Missouri Botanical Garden och professor i botanik vid Washington University i St. Louis, vid en tidpunkt då han hade blivit en världsauktoritet på växters tillväxt. Han flyttade från Pasadena till St. Louis med sin hustru Catharina och deras två barn, Hans och Anneka. Efter öppnandet av Climatron, världens första geodetiska kupolväxthus, kom Went i sin vision om ett förnyat Missouri Botanical Garden så småningom i konflikt med styrelsen, och han avgick som chef 1963. Efter två år som enbart professor i botanik vid Washington University, blev han sedan, 1965, chef för Desert Research Institute vid University of Nevada-Reno, där han fortsatte sin forskning om ökenväxter under återstoden av sin karriär, och gav ibland föreläsningar vid Institutionen för biologi vid universitetet i Nevada-Reno. Han förblev aktiv inom flera områden inom botaniken fram till sin död 1990.